# Bisslinge herrgård

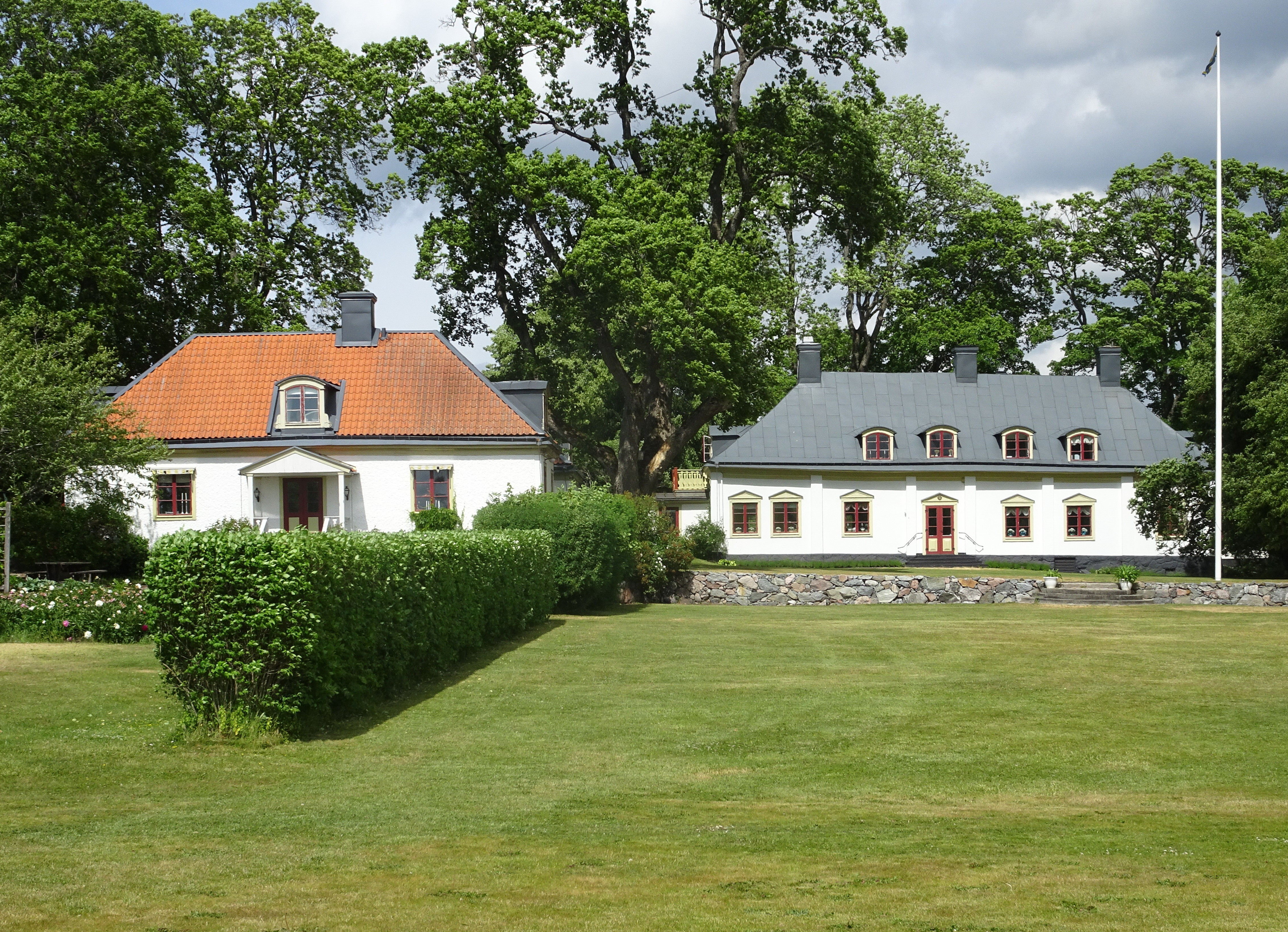
Bisslinge gård, huvudbyggnad (till höger) och närmaste flygeln, 2018.

Bisslinge är en herrgård och ett tidigare säteri vid södra sidan om Edssjön i Eds socken, Upplands-Väsby kommun, Stockholms län. 

## Historik

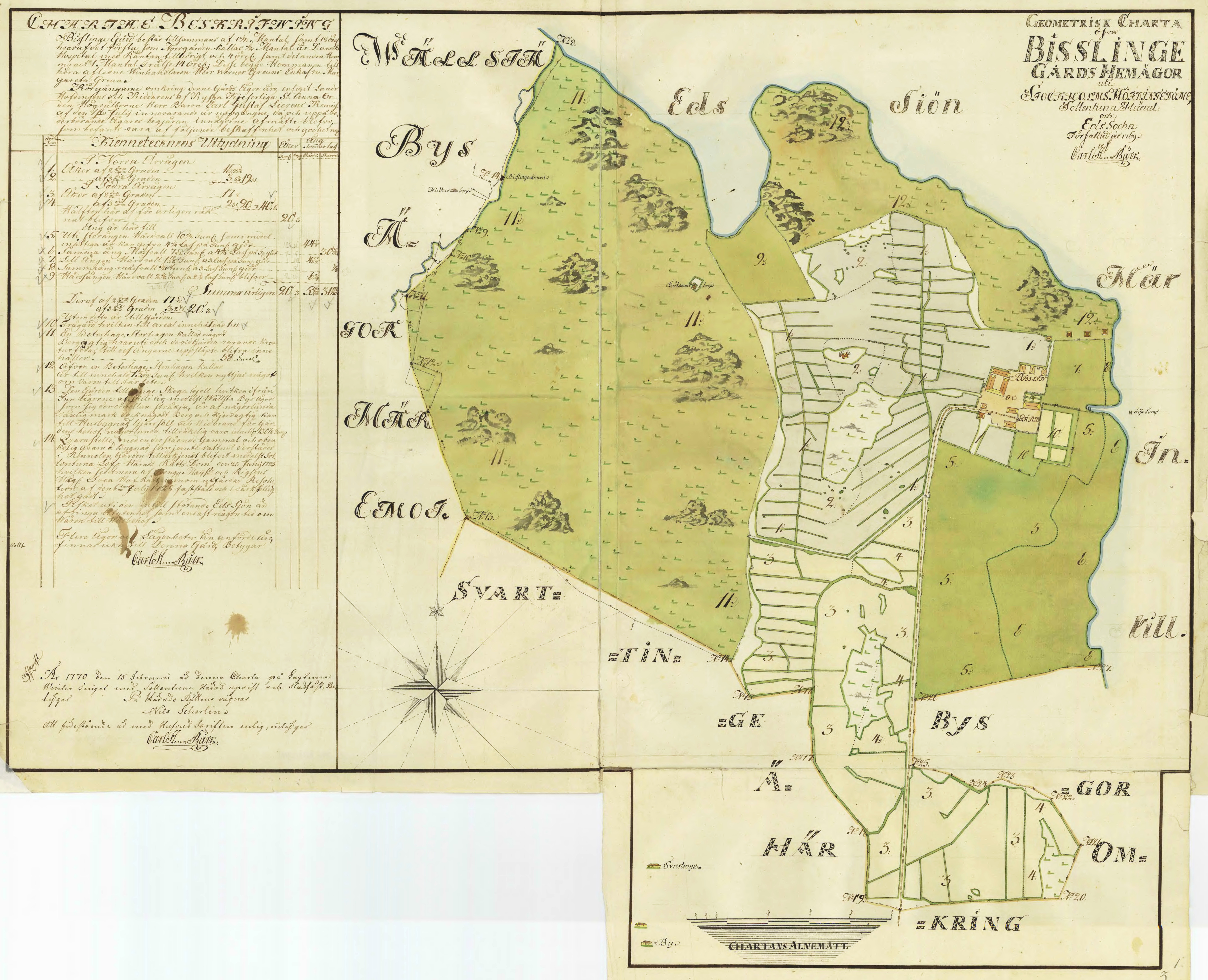
Gårdens ägor år 1769.

Bisslinge är ett mycket gammalt namn på en forntida by som domarringen på fornminnesområdet Domarbacken strax söder om gårdsbebyggelsen kan vittna om (RAÄ-nummer Ed 79:1). Norr och väster om gården återfinns flera gravfält från brons- och järnåldern. Under medeltiden tillhörde någon av Bisslingegårdarna Klara kloster och därefter Danvikens hospital. I boningshusets källare finns delar av en runsten. Delarna vilar direkt på golvet och bär upp källarvalvet och är därmed omöjliga att ta ut utan att riva källaren (RAÄ-nummer Ed 75:1). Troligen användes runstenen som byggnadsmaterial när byn blev säteri.
År 1642 förvärvades Bisslinge av riksskattmästare Gabriel Bengtsson Oxenstierna som infogade egendomen i sitt stora godsinnehav i Uppland. 1664 blev Bisslinge sätesgård för läkaren Peter Gripenflycht (före adlandet Schallerus). Han ägde stället fram till sin död 1689. Nästa ägare var Jöns von Wallvijk. På 1770-talet hade Elis Schröderheim Bisslinge som sitt sommarställe som blev till en kulturell samlingsplats där det spelades musik och teater. Till gästerna hörde bland annat Carl Michael Bellman. 
Efter den Schröderheimska epoken, som varade ungefär tio år, vandrade Bisslinge genom många händer. Bland ägarna fanns industrimannen Carl Frans Lundström, grundare av svensk tändsticksindustri. Under honom blev Bisslinge på 1880-talet, tillsammans med granngården Antuna, ett storjordbruk. 1929 förvärvades Bisslinge av bokförläggaren Tor Bonnier. Bebyggelsen var då ”jämmerligt förfallen” men blev snart åter ett hem för kultur och konstnärlig smak. Stället beskrevs av Tor Bonniers andra hustru Tora Nordström-Bonnier i flera böcker. Året runt på Bisslinge utkom 1944 och handlar bland annat om gårdens historik och om livet på en herrgård under andra världskriget. År 1947 uppges bröderna Simon och Karl Adam Bonnier som ägare. Egendomen ägs fortfarande (2018) av medlemmar i familjen Bonnier genom Bisslinge Förvaltning Aktiebolag.

## Bebyggelsen

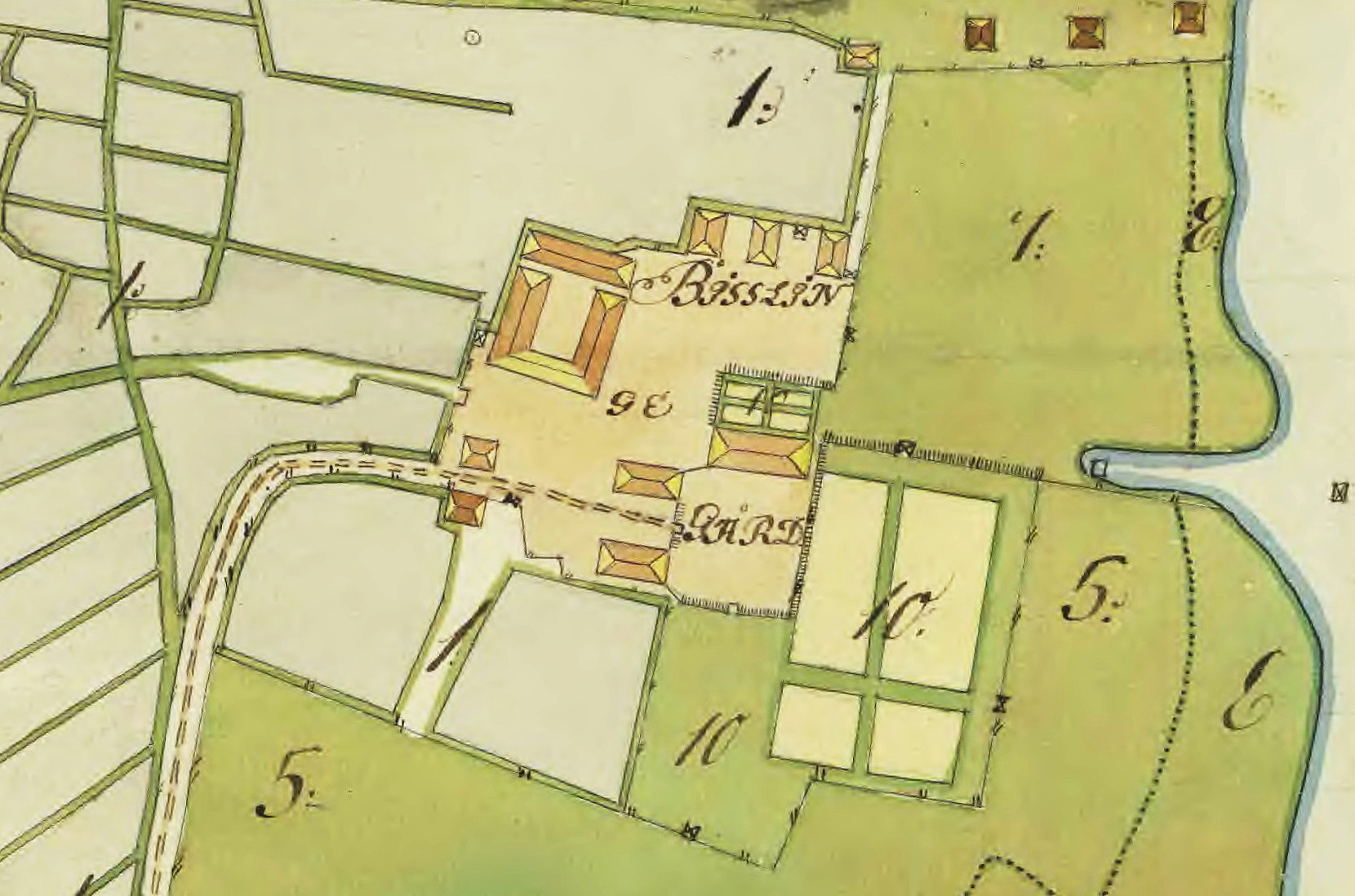
Gårdsbebyggelsen 1769.

Man närmar sig gården söderifrån genom en nästan kilometerlång, trädplanterad allé. Gårdens huvudbebyggelse består av flera hus i karolinsk stil. Huvudbyggnaden ligger inte i alléns fond utan till vänster på norra sidan av gårdsplanet som man nå via en infart liknande en kort bruksgata som kantas av sex flygelbyggnader. Den ovanliga husgrupperingen syns redan på en karta från 1769 när Bisslinge ägdes av änkefrun Margareta Groen. 
Corps de logi var ursprungligen en rödmålad timmerbyggnad som under Bonniers tid putsades och färgsattes i vit och försågs med gula och röda snickeridetaljer. Terrassen mot norr och Edssjön inramas av två åttkantiga paviljongliknande flyglar som är sammanbyggda med huvudbyggnaden och uppfördes 1931 efter ritningar av arkitekt Ragnar Östberg. Den ena flygeln innehåller ett bibliotek, den andra matsalen. För invändig dekorationsmålning anlitades Isaac Grünewald, Ossian Elgström och Olle Nyman. 
Gårdens ekonomibyggnader ligger i direkt anslutning nordväst om huvudbyggnaden. På 1940-talets slut renoverades flyglarna under överinseende av arkitekt Rolf Engströmer. Vid detta tillfälle förvandlades det gamla brygghuset till ett modernt bostadskök. Trots alla till- och ombyggnader bevarar anläggningen sin gamla karaktär. Söder om gården har Rotebro golf sina banor.

## Bilder

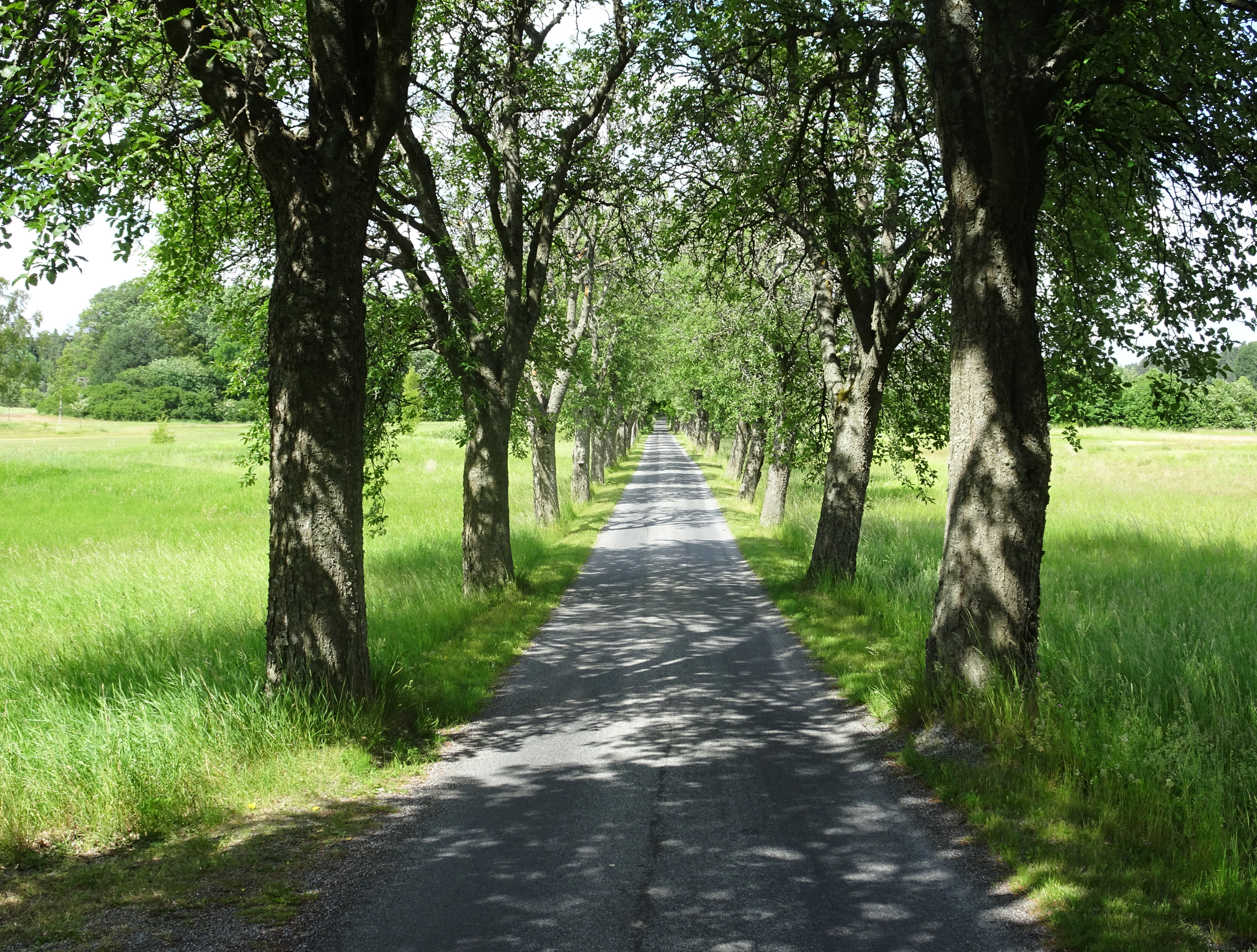
Allén mot norr.
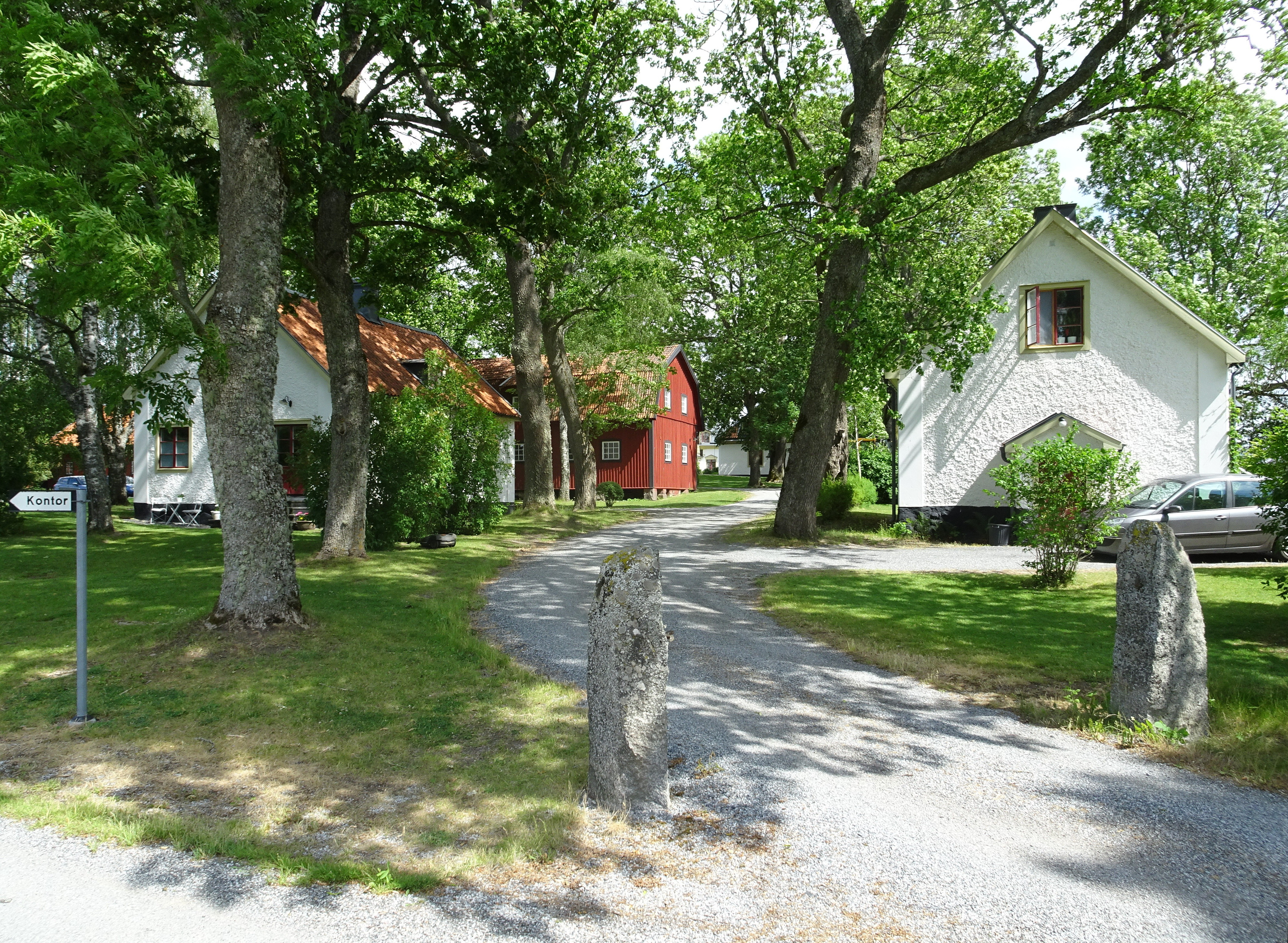
Infart mot gården med västra flygelparet.
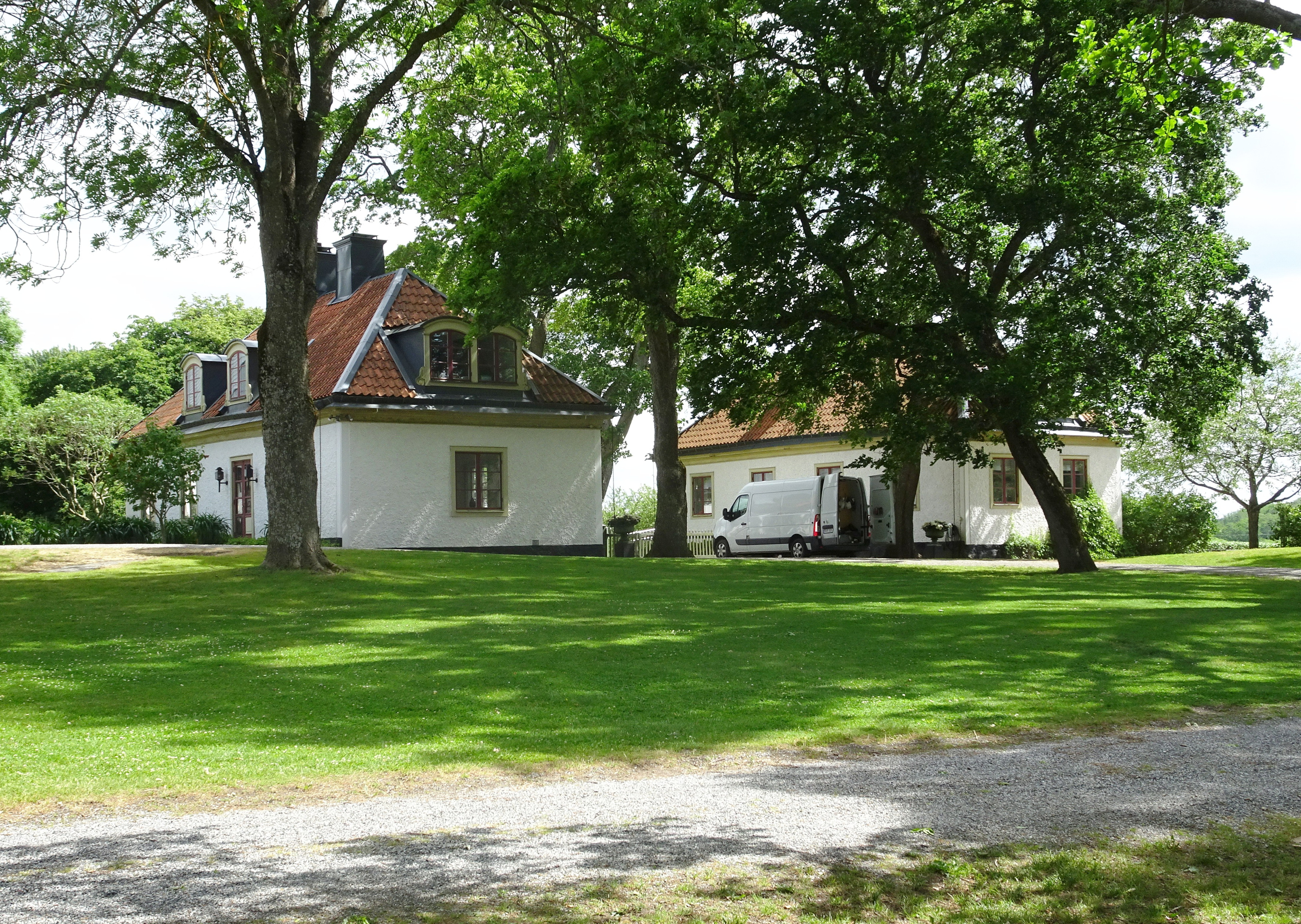
Östra flygelparet.
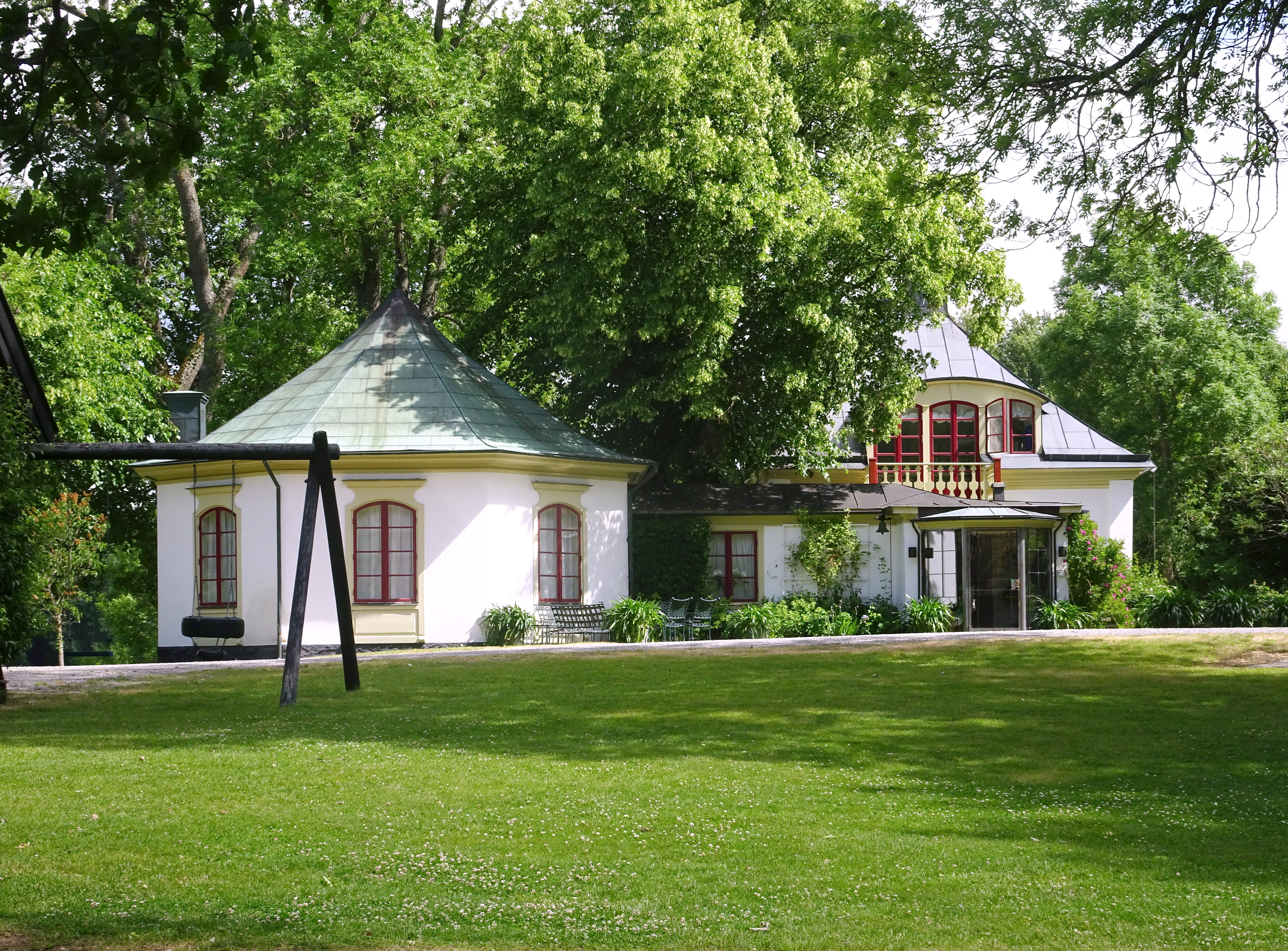
Huvudbyggnad och en av Östbergs gårdspaviljonger.
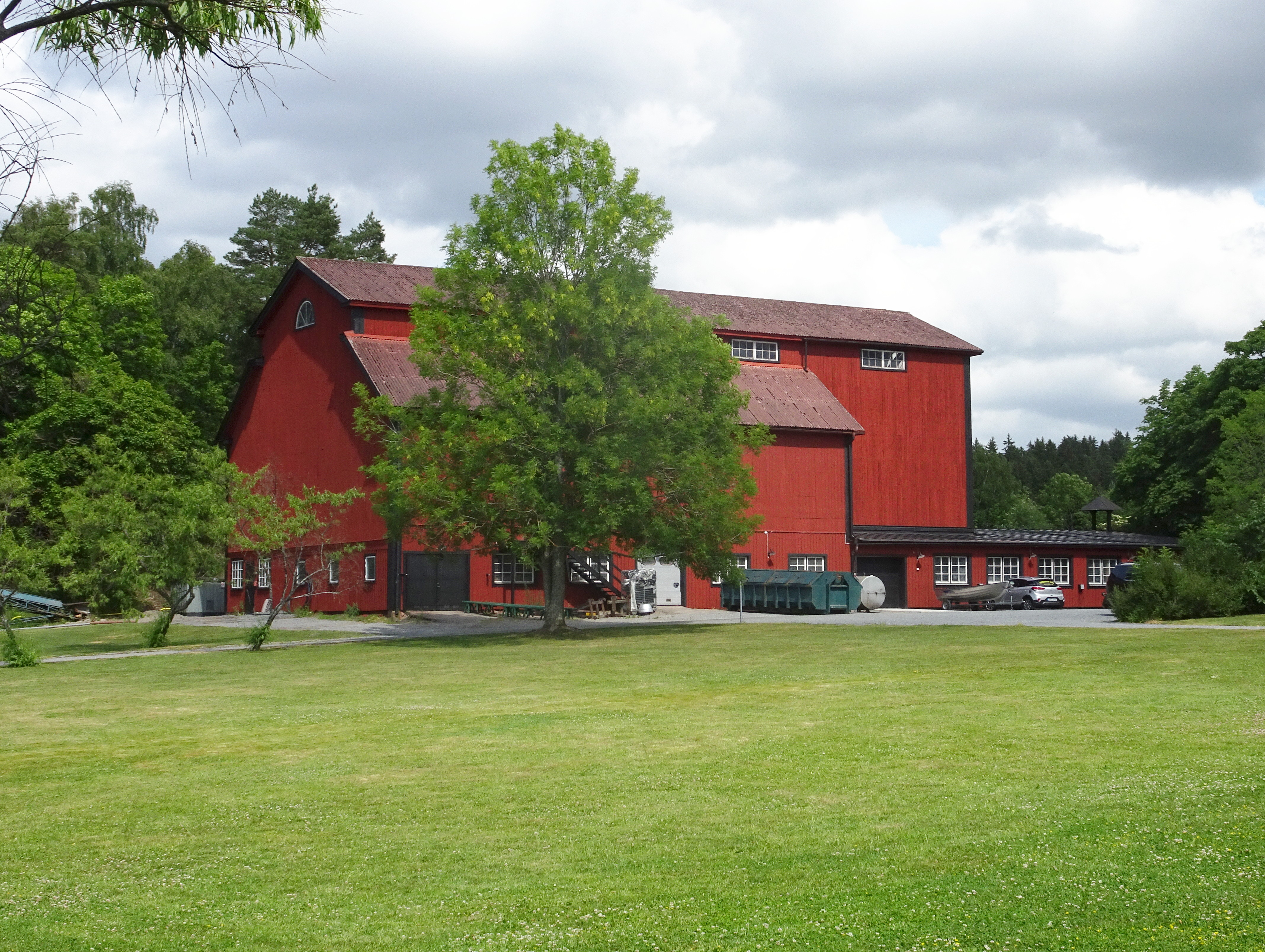
Ekonomibyggnaderna.